# Десятый вал (команда «Что? Где? Когда?»)
«Десятый вал» (ранее «Семь чудес света») — израильская команда игроков в спортивную версию телеигры «Что? Где? Когда?» (ЧГК), серебряный (2004) и бронзовый (2005) призёр чемпионатов мира по ЧГК.

## История
Команда «Семь чудес света» была создана в ноябре 1993 года в общежитии хайфского «Техниона». Первым капитаном был Евгений Шустер. В октябре 1994 года команда распалась на две — «Семь чудес света» (капитан Олег Леденёв) и «Юста» (капитан Ицик Завалков). В декабре 1994 года двое игроков «Юсты» (Ицик Завалков и Сюзанна Бровер, сама «Юста» при этом прекратила своё существование) присоединились к команде Олега Леденёва и название было изменено на «Десятый вал».
В 2001 году распалась на две — «Сусанна и Старцы» (капитан Олег Леденёв) и «Цунами» (капитан Евгений Шустер). Через несколько месяцев команда «Сусанна и Старцы» (под этим названием выигравшая Кубок Хайфы по ЧГК 2001 года) вернула себе имя «Десятый вал».
Двукратный (в 2004 и 2005 годах) призёр чемпионатов мира, шестикратный чемпион Израиля, восемнадцатикратный (с 1999, с перерывом в 2004, 2008, 2011 и 2020) чемпион Хайфской лиги ЧГК.
Команда выигрывала также Кубок Хайфы по ЧГК (трижды — 2001, 2003, 2005), Кубок Тель-Авива (2009), Израильскую Суперлигу ЧГК (2007) и II «Неспростой Кубок Израиля» (2006). В 2012 году команда выиграла первый «Кубок Ичеришехер», проводившийся при поддержке Управления Государственного историко-архитектурного заповедника «Ичеришехер» (Азербайджан). Также составленная в основном из игроков команды «Десятый вал» команда «Варяги» (капитан Олег Леденёв) трижды выигрывала Тель-Авивскую лигу ЧГК (2000—2002).
Участвовала в телеигре «Чеширский кот» на канале «Израиль плюс». В первом сезоне телеигры заняла 2 место.
На международной арене, помимо чемпионатов мира и синхронных турниров, участвовала в этапе Кубка мира в Ижевске (2003), где заняла четвёртое место.
До конца 2007 года постоянно входила в десятку сильнейших команд мира (лучшее место — пятое).

## Выступления на Чемпионатах мира
На III Чемпионате мира по «Что? Где? Когда?», проходившем в Баку в 2004 году, команда Олега Леденёва завоевала серебряные медали. Помимо капитана за команду выступали Сусанна Бровер, Александр Левитас, Станислав Малышев, Леонид Медников и Яков Подольный. В отборочном этапе с участием 21 команды из 16 стран, команда лишь незначительно отстала на 75 вопросах от сенсационного лидера — азербайджанской команды Балакиши Касумова. Титул чемпиона мира эти два коллектива разыграли между собой в суперфинальном матче. В 2004 году суперфинал разыгрывался по новым правилам: вместо написания ответов на бланках бумаги и устного оглашения для зрителей, каждая команда вводила версию на свой ноутбук, после чего ответы отображались на общем экране. Решающий поединок проходил прямо на церемонии закрытия, за его ходом наблюдали президент Азербайджана Ильхам Алиев и нанесший официальный визит Леонид Тягачёв, глава Олимпийского комитета России. На дистанции из 15 вопросов израильтяне уступили хозяевам турнира со счётом 7:11.
На IV Чемпионате мира по «Что? Где? Когда?», проходившем в Ярославле 9—10 сентября 2005 года, «Десятый вал» вновь вошёл в число призёров. Помимо капитана Олега Леденёва за команду выступали Сусанна Бровер, Александр Левитас, Натали Красногор, Леонид Медников и известный по выступлениям в телепередаче «Своя игра» Яков Подольный. Среди 25 команд из 16 стран они заняли третье место, упустив вперёд только команду Андрея Кузьмина и «Афину» Максима Поташева.